# Cantó de Langres
El cantó de Langres és un cantó francès del departament de l'Alt Marne, situat al districte de Langres. Té 22 municipis i el cap és Langres.

## Municipis
- Balesmes-sur-Marne
- Champigny-lès-Langres
- Chanoy
- Chatenay-Mâcheron
- Courcelles-en-Montagne
- Culmont
- Faverolles
- Humes-Jorquenay
- Langres
- Marac
- Mardor
- Noidant-le-Rocheux
- Ormancey
- Peigney
- Perrancey-les-Vieux-Moulins
- Saint-Ciergues
- Saints-Geosmes
- Saint-Martin-lès-Langres
- Saint-Maurice
- Saint-Vallier-sur-Marne
- Vauxbons
- Voisines

## Història
| Data d'elecció                           | Identitat            | Partit                                  | Qualitat |
| ---------------------------------------- | -------------------- | --------------------------------------- | -------- |
| 1945-1955                                | M. Beligné           | Divers droite                           |          |
| 1955-1961                                | M. Flammarion        | radical                                 |          |
| 1961-1992                                | Jean Favre           | Divers droite, després UDR, després RPR |          |
| 1992-2011                                | Jean-Marie Voillemin | Divers droite, després UMP              |          |
| 2011-                                    | Didier Jannaud       | PS                                      |          |
| les dades anteriors no són pas conegudes |                      |                                         |          |
|                                          |                      |                                         |          |

## Demografia
| A partir de 1990: Població sense dobles comptes |